# Pervaja Liga 1961
In 1961 werd de 22ste editie van de Pervaja Liga gespeeld, de tweede hoogste divisie voor voetbalclubs uit de Sovjet-Unie. In deze tijd heette de competitie nog Klasse B.  De competitie werd gespeeld van 9 april tot 4 november. De competitie was in meerdere zones verdeeld, die ook meerdere kampioenen opleverden. Krylja Sovetov Koejbysjev, Tsjernomorets Odessa en Torpedo Koetaisi werden kampioen.  
De Russische kampioen promoveerde naar de Klasse A, terwijl er voor de kampioen van Oekraïne geen promotie voorzien was. De twee kampioenen van de republieken speelden een play-off met eersteklasser Kalev Tallin, waarvan de winnaar een startbewijs kreeg voor de Klasse A 1962.

## Russische Federatie

### Zone I
Spartak Kostroma wijzigde de naam in Tekstilsjtsjik Kostroma.
| Plaats | Club                    | Wed. | W  | G | V  | Saldo | Ptn. |
| ------ | ----------------------- | ---- | -- | - | -- | ----- | ---- |
| 1.     | Volga Kalinin           | 24   | 16 | 5 | 3  | 52:11 | 37   |
| 2.     | Metalloerg Tsjerepovets | 24   | 15 | 4 | 5  | 50:18 | 34   |
| 3.     | Dinamo Leningrad        | 24   | 15 | 4 | 5  | 49:22 | 34   |
| 4.     | Sjinnik Jaroslavl       | 24   | 13 | 5 | 6  | 55:27 | 31   |
| 5.     | Sjachtjor Stalinogorsk  | 24   | 14 | 3 | 7  | 35:17 | 31   |
| 6.     | Troed Toela             | 24   | 11 | 6 | 7  | 36:22 | 28   |
| 7.     | Spartak Leningrad       | 24   | 11 | 6 | 7  | 51:39 | 28   |
| 8.     | Tekstilsjtsjik Kostroma | 24   | 9  | 4 | 11 | 29:37 | 22   |
| 9.     | Dinamo Brjansk          | 24   | 8  | 4 | 12 | 31:47 | 20   |
| 10.    | Spoetnik Kaloega        | 24   | 5  | 4 | 15 | 25:51 | 14   |
| 11.    | Tralflotovets Moermansk | 24   | 3  | 7 | 14 | 20:49 | 13   |
| 12.    | Onezjets Petrozavodsk   | 24   | 5  | 0 | 19 | 21:65 | 10   |
| 13.    | Ilmen Novgorod          | 24   | 3  | 4 | 17 | 15:64 | 10   |

|  | Geplaatst voor eindronde Russische Federatie |

### Zone II
Tekstilsjtsjik Smolensk wijzigde de naam in Spartak Smolensk. Troed Gloechovo verhuisde naar de stad Noginsk.
| Plaats | Club                           | Wed. | W  | G | V  | Saldo | Ptn. |
| ------ | ------------------------------ | ---- | -- | - | -- | ----- | ---- |
| 1.     | Dinamo Kirov                   | 24   | 14 | 4 | 6  | 46:28 | 32   |
| 2.     | Baltika Kaliningrad            | 24   | 13 | 6 | 5  | 41:25 | 32   |
| 3.     | Iskra Kazan                    | 24   | 11 | 9 | 4  | 31:22 | 31   |
| 4.     | Zenit Izjevsk                  | 24   | 11 | 8 | 5  | 33:22 | 30   |
| 5.     | Troed Kaliningrad              | 24   | 10 | 6 | 8  | 38:33 | 26   |
| 6.     | Raketa Gorki                   | 24   | 10 | 6 | 8  | 28:28 | 26   |
| 7.     | Torpedo Gorki                  | 24   | 7  | 9 | 8  | 25:25 | 23   |
| 8.     | Krasnoje Znamja Ivanovo        | 24   | 9  | 5 | 10 | 27:29 | 23   |
| 9.     | Znamja Troeda Orechovo-Zoejevo | 24   | 8  | 6 | 10 | 35:37 | 22   |
| 10.    | MVO Serpoechov                 | 24   | 8  | 5 | 11 | 29:27 | 21   |
| 11.    | Troed Noginsk                  | 24   | 6  | 7 | 11 | 23:32 | 19   |
| 12.    | Traktor Vladimir               | 24   | 5  | 5 | 14 | 16:32 | 15   |
| 13.    | Spartak Smolensk               | 24   | 3  | 6 | 15 | 21:53 | 12   |

|  | Geplaatst voor eindronde Russische Federatie |

### Zone III
Lokomotiv Saratov wijzigde de naam in Sokol Saratov, Troed Rjazan in Spartak Rjazan en Troedovye Rezervy Lipetsk in Torpedo Lipetsk.
| Plaats | Club                      | Wed. | W  | G | V  | Saldo | Ptn. |
| ------ | ------------------------- | ---- | -- | - | -- | ----- | ---- |
| 1.     | Krylja Sovetov Koejbysjev | 23   | 17 | 2 | 4  | 68:22 | 36   |
| 2.     | Sokol Saratov             | 23   | 14 | 4 | 5  | 40:20 | 32   |
| 3.     | Traktor Stalingrad        | 23   | 14 | 4 | 5  | 40:24 | 32   |
| 4.     | Troedovye Rezervy Koersk  | 23   | 9  | 7 | 7  | 32:29 | 25   |
| 5.     | Spartak Rjazan            | 23   | 10 | 4 | 9  | 35:32 | 24   |
| 6.     | Torpedo Lipetsk           | 23   | 10 | 4 | 9  | 31:32 | 24   |
| 7.     | Energija Volzjski         | 23   | 9  | 5 | 9  | 32:34 | 23   |
| 8.     | Zarja Penza               | 23   | 8  | 5 | 10 | 30:31 | 21   |
| 9.     | Spartak Tambov            | 23   | 8  | 3 | 12 | 36:49 | 19   |
| 10.    | Neftjanik Syzran          | 23   | 6  | 5 | 12 | 20:38 | 17   |
| 11.    | Lokomotiv Orjol           | 23   | 7  | 2 | 14 | 32:45 | 16   |
| 12.    | Spartak Oeljanovsk        | 23   | 4  | 7 | 12 | 26:47 | 15   |
| 13.    | Tsementnik Belgorod       | 12   | 1  | 2 | 9  | 5:24  | 4    |

|  | Geplaatst voor eindronde Russische Federatie |

### Zone IV
Temp Machatsjkala wijzigde de naam in Dinamo Machatsjkala.
| Plaats | Club                         | Wed. | W  | G | V  | Saldo | Ptn. |
| ------ | ---------------------------- | ---- | -- | - | -- | ----- | ---- |
| 1.     | Terek Grozny                 | 24   | 18 | 2 | 4  | 51:16 | 38   |
| 2.     | RostselMasj Rostov           | 24   | 15 | 7 | 2  | 67:28 | 37   |
| 3.     | Torpedo Taganrog             | 24   | 14 | 4 | 6  | 38:20 | 32   |
| 4.     | Sjachtjor Sjachty            | 24   | 12 | 6 | 6  | 37:23 | 30   |
| 5.     | Torpedo Armavir              | 24   | 8  | 9 | 7  | 26:26 | 25   |
| 6.     | Spartak Stavropol            | 24   | 10 | 4 | 10 | 33:33 | 24   |
| 7.     | Tsement Novorossiejsk        | 24   | 9  | 6 | 9  | 30:33 | 24   |
| 8.     | Spartak Krasnodar            | 24   | 9  | 4 | 11 | 29:29 | 22   |
| 9.     | Dinamo Machatsjkala          | 24   | 6  | 7 | 11 | 27:35 | 19   |
| 10.    | Spartak Ordzjonikidze        | 24   | 6  | 6 | 12 | 32:57 | 18   |
| 11.    | Troedovye Rezervy Kislovodsk | 24   | 5  | 6 | 13 | 25:45 | 16   |
| 12.    | Spartak Naltsjik             | 24   | 4  | 7 | 13 | 22:40 | 15   |
| 13.    | Volgar Astrachan             | 24   | 5  | 2 | 17 | 23:55 | 12   |

|  | Geplaatst voor eindronde Russische Federatie |

### Zone V
| Plaats | Club                    | Wed. | W  | G  | V  | Saldo | Ptn. |
| ------ | ----------------------- | ---- | -- | -- | -- | ----- | ---- |
| 1.     | Lokomotiv Tsjeljabinsk  | 24   | 14 | 6  | 4  | 37:15 | 34   |
| 2.     | OeralMasj Sverdlovsk    | 24   | 14 | 5  | 5  | 44:17 | 33   |
| 3.     | Stroitel Oefa           | 24   | 12 | 6  | 6  | 36:19 | 30   |
| 4.     | Lokomotiv Orenburg      | 24   | 12 | 6  | 6  | 42:27 | 30   |
| 5.     | Zvezda Perm             | 24   | 12 | 4  | 8  | 38:27 | 28   |
| 6.     | Metalloerg Nizjni Tagil | 24   | 9  | 8  | 7  | 40:27 | 26   |
| 7.     | Irtysj Omsk             | 24   | 9  | 8  | 7  | 33:26 | 26   |
| 8.     | Stroitel Koergan        | 24   | 8  | 9  | 7  | 28:34 | 25   |
| 9.     | Torpedo Pavlovo         | 24   | 6  | 12 | 6  | 21:22 | 24   |
| 10.    | Metalloerg Magnitogorsk | 24   | 6  | 6  | 12 | 25:38 | 18   |
| 11.    | Chimik Berezniki        | 24   | 5  | 6  | 13 | 22:51 | 16   |
| 12.    | Stroitel Saransk        | 24   | 3  | 7  | 14 | 14:48 | 13   |
| 13.    | Geolog Tjoemen          | 24   | 2  | 5  | 17 | 23:52 | 9    |

|  | Geplaatst voor eindronde Russische Federatie |

### Zone VI
SibElektromor Tomsk wijzigde de naam in Tomitsj Tomsk, Masjinostroitel Irkoetsk in Angara Irkoetsk en Lokomotiv Oelan-Oede in Bajkal Oelan-Oede.
| Plaats | Club                   | Wed. | W  | G | V  | Saldo | Ptn. |
| ------ | ---------------------- | ---- | -- | - | -- | ----- | ---- |
| 1.     | SKA Chabarovsk         | 24   | 16 | 4 | 4  | 43:14 | 36   |
| 2.     | SKA Novosibirsk        | 24   | 15 | 3 | 6  | 51:26 | 33   |
| 3.     | Loetsj Vladivostok     | 24   | 13 | 6 | 5  | 42:27 | 32   |
| 4.     | Temp Barnaoel          | 24   | 12 | 6 | 6  | 41:33 | 30   |
| 5.     | Lokomotiv Krasnojarsk  | 24   | 12 | 5 | 7  | 60:35 | 29   |
| 6.     | Tomitsj Tomsk          | 24   | 11 | 7 | 6  | 36:29 | 29   |
| 7.     | Angara Irkoetsk        | 24   | 9  | 6 | 9  | 41:36 | 24   |
| 8.     | Avangard Komsomolsk    | 24   | 7  | 8 | 9  | 27:32 | 22   |
| 9.     | Bajkal Oelan-Oede      | 24   | 5  | 9 | 10 | 21:28 | 19   |
| 10.    | Chimik Kemerovo        | 24   | 7  | 5 | 12 | 28:44 | 19   |
| 11.    | Amoer Blagovesjtsjensk | 24   | 5  | 7 | 12 | 23:40 | 17   |
| 12.    | Metalloerg Stalinsk    | 24   | 5  | 5 | 14 | 28:49 | 15   |
| 13.    | Zabajkalets Tsjita     | 24   | 3  | 1 | 20 | 21:69 | 7    |

|  | Geplaatst voor eindronde Russische Federatie |

### Eindronde
| Plaats | Club                      | Wed. | W | G | V | Saldo | Ptn. |
| ------ | ------------------------- | ---- | - | - | - | ----- | ---- |
| 1.     | Krylja Sovetov Koejbysjev | 5    | 4 | 0 | 1 | 12:5  | 8    |
| 2.     | Terek Grozny              | 5    | 3 | 1 | 1 | 8:5   | 7    |
| 3.     | Dinamo Kirov              | 5    | 2 | 1 | 2 | 7:7   | 5    |
| 4.     | Lokomotiv Tsjeljabinsk    | 5    | 2 | 0 | 3 | 5:5   | 4    |
| 5.     | SKA Chabarovsk            | 5    | 2 | 0 | 3 | 4:7   | 4    |
| 6.     | Volga Kalinin             | 5    | 1 | 0 | 4 | 4:11  | 2    |

|  | Kampioen |

De toenmalige namen worden weergegeven, voor clubs uit nu onafhankelijke deelrepublieken wordt de Russische schrijfwijze weergegeven zoals destijds gebruikelijk was, de vlaggen van de huidige onafhankelijke staten geven aan uit welke republiek de clubs afkomstig zijn. 

## Oekraïne

### Eerste fase

#### Zone I
Avangard Tsjernigov wijzigde de naam in Desna Tsjernigov, Spartak Cherson in Majak Cherson en Spartak Oezjgorod in Verchovina Oezjgorod. 
| Plaats | Club                    | Wed. | W  | G  | V  | Saldo | Ptn. |
| ------ | ----------------------- | ---- | -- | -- | -- | ----- | ---- |
| 1.     | Tsjernomorets Odessa    | 34   | 26 | 5  | 3  | 66:23 | 57   |
| 2.     | Lokomotiv Vinnitsa      | 34   | 21 | 8  | 5  | 56:27 | 50   |
| 3.     | Zvezda Kirograd         | 34   | 18 | 7  | 9  | 71:39 | 43   |
| 4.     | SKA Lvov                | 34   | 17 | 8  | 9  | 42:30 | 42   |
| 5.     | Desna Tsjernigov        | 34   | 13 | 13 | 8  | 50:49 | 39   |
| 6.     | Polesje Zjitomir        | 34   | 13 | 8  | 13 | 47:41 | 34   |
| 7.     | Soedostroitel Nikolajev | 34   | 13 | 8  | 13 | 49:48 | 34   |
| 8.     | Dinamo Chmelnitski      | 34   | 13 | 7  | 14 | 47:45 | 33   |
| 9.     | Avangard Tsjernovtsi    | 34   | 11 | 10 | 13 | 50:53 | 32   |
| 10.    | Kolgospnik Rovno        | 34   | 13 | 6  | 15 | 57:61 | 32   |
| 11.    | Verchovina Oezjgorod    | 34   | 11 | 9  | 14 | 28:41 | 31   |
| 12.    | Spartak Stanislavov     | 34   | 13 | 5  | 16 | 48:64 | 31   |
| 13.    | Majak Cherson           | 34   | 10 | 10 | 14 | 33:39 | 30   |
| 14.    | Avangard Ternopol       | 34   | 12 | 6  | 16 | 46:52 | 30   |
| 15.    | Arsenal Kiev            | 34   | 10 | 9  | 15 | 49:45 | 29   |
| 16.    | Kolchoznik Tsjerkassy   | 34   | 9  | 10 | 15 | 25:47 | 28   |
| 17.    | Neftjanik Drogobytsj    | 34   | 6  | 7  | 21 | 27:63 | 19   |
| 18.    | Volin Loetsk            | 34   | 5  | 8  | 21 | 33:57 | 18   |

|  | Finale Oekraïne |

#### Zone II
Avangard Zjdanov wijzigde de naam in AzovStal Zjdanov.
| Plaats | Club                       | Wed. | W  | G  | V  | Saldo | Ptn. |
| ------ | -------------------------- | ---- | -- | -- | -- | ----- | ---- |
| 1.     | SKA Odessa                 | 36   | 23 | 8  | 5  | 68:26 | 54   |
| 2.     | Troedovye Rezervy Loegansk | 36   | 22 | 7  | 7  | 56:23 | 51   |
| 3.     | Avangard Zjoltyje Vody     | 36   | 16 | 12 | 8  | 41:30 | 44   |
| 4.     | Metalloerg Zaporozje       | 36   | 15 | 12 | 9  | 50:37 | 42   |
| 5.     | Avangard Simferopol        | 36   | 14 | 11 | 11 | 43:38 | 39   |
| 6.     | Sjachtjor Gorlovka         | 36   | 13 | 12 | 11 | 47:46 | 38   |
| 7.     | Chimik Severodonetsk       | 36   | 14 | 10 | 12 | 31:39 | 38   |
| 8.     | SKF Sebastopol             | 36   | 12 | 13 | 11 | 56:46 | 37   |
| 9.     | Kolchoznik Poltava         | 36   | 12 | 12 | 12 | 40:39 | 36   |
| 10.    | Avangard Soemy             | 36   | 10 | 16 | 10 | 37:44 | 36   |
| 11.    | AzovStal Zjdanov           | 36   | 11 | 12 | 13 | 36:37 | 34   |
| 12.    | SKA Kiev                   | 36   | 11 | 11 | 14 | 45:41 | 33   |
| 13.    | Lokomotiv Stalino          | 36   | 11 | 11 | 14 | 43:52 | 33   |
| 14.    | Metalloerg Dnjepropetrovsk | 36   | 11 | 10 | 15 | 35:40 | 32   |
| 15.    | Kryvbas Kryvy Rih          | 36   | 10 | 10 | 16 | 48:52 | 30   |
| 16.    | Sjachtjor Kadijevka        | 36   | 12 | 5  | 19 | 33:50 | 29   |
| 17.    | Avangard Kramatorsk        | 36   | 10 | 8  | 18 | 30:47 | 28   |
| 18.    | Torpedo Charkov            | 36   | 7  | 11 | 18 | 34:56 | 25   |
| 19.    | Chimik Dnjeprodzerzjinsk   | 36   | 6  | 13 | 17 | 25:55 | 25   |

|  | Finale Oekraïne |

De toenmalige namen worden weergegeven, voor clubs uit nu onafhankelijke deelrepublieken wordt de Russische schrijfwijze weergegeven zoals destijds gebruikelijk was, de vlaggen van de huidige onafhankelijke staten geven aan uit welke republiek de clubs afkomstig zijn. 

### Tweede fase
In geval van gelijkstand was er geen winnaar en werd de behaalde plaats gedeeld. 

Finale
| Team #1              | Tot.  | Team #2    | 1ste wed | 2de wed |
| -------------------- | ----- | ---------- | -------- | ------- |
| Tsjernomorets Odessa | 2 - 1 | SKA Odessa | 2 - 1    | 0 - 0   |

Derde plaats
| Team #1            | Tot.  | Team #2                    | 1ste wed | 2de wed |
| ------------------ | ----- | -------------------------- | -------- | ------- |
| Lokomotiv Vinnitsa | 2 - 0 | Troedovye Rezervy Loegansk | 0 - 0    | 2 - 0   |

Vijfde plaats
| Team #1         | Tot.  | Team #2                | 1ste wed | 2de wed |
| --------------- | ----- | ---------------------- | -------- | ------- |
| Zvezda Kirograd | 2 - 1 | Avangard Zjoltyje Vody | 2 - 1    | 0 - 0   |

Zevende plaats
| Team #1  | Tot.  | Team #2              | 1ste wed | 2de wed |
| -------- | ----- | -------------------- | -------- | ------- |
| SKA Lvov | 2 - 1 | Metalloerg Zaporozje | 0 - 0    | 2 - 1   |

Negende plaats
| Team #1          | Tot.  | Team #2             | 1ste wed | 2de wed |
| ---------------- | ----- | ------------------- | -------- | ------- |
| Desna Tsjernigov | 2 - 4 | Avangard Simferopol | 0 - 2    | 2 - 2   |

Elfde plaats
| Team #1          | Tot.  | Team #2            | 1ste wed | 2de wed |
| ---------------- | ----- | ------------------ | -------- | ------- |
| Polesje Zjitomir | 2 - 5 | Sjachtjor Gorlovka | 1 - 2    | 1 - 3   |

Dertiende plaats
| Team #1                 | Tot.  | Team #2              | 1ste wed | 2de wed |
| ----------------------- | ----- | -------------------- | -------- | ------- |
| Soedostroitel Nikolajev | 4 - 4 | Chimik Severodonetsk | 2 - 2    | 2 - 2   |

Vijftiende plaats
| Team #1            | Tot.  | Team #2        | 1ste wed | 2de wed |
| ------------------ | ----- | -------------- | -------- | ------- |
| Dinamo Chmelnitski | 3 - 5 | SKF Sebastopol | 1 - 1    | 2 - 4   |

Zeventiende plaats
| Team #1              | Tot.  | Team #2            | 1ste wed | 2de wed |
| -------------------- | ----- | ------------------ | -------- | ------- |
| Avangard Tsjernovtsi | 3 - 3 | Kolchoznik Poltava | 3 - 2    | 0 - 1   |

Negentiende plaats
| Team #1          | Tot.  | Team #2        | 1ste wed | 2de wed |
| ---------------- | ----- | -------------- | -------- | ------- |
| Kolgospnik Rovno | 2 - 3 | Avangard Soemy | 1 - 1    | 1 - 2   |

21ste plaats
| Team #1              | Tot.  | Team #2          | 1ste wed | 2de wed |
| -------------------- | ----- | ---------------- | -------- | ------- |
| Verchovina Oezjgorod | 0 - 0 | AzovStal Zjdanov | 0 - 0    | 0 - 0   |

23ste plaats
| Team #1             | Tot.  | Team #2  | 1ste wed | 2de wed |
| ------------------- | ----- | -------- | -------- | ------- |
| Spartak Stanislavov | 6 - 3 | SKA Kiev | 3 - 0    | 3 - 3   |

25ste plaats
| Team #1       | Tot.  | Team #2           | 1ste wed | 2de wed |
| ------------- | ----- | ----------------- | -------- | ------- |
| Majak Cherson | 2 - 4 | Lokomotiv Stalino | 1 - 1    | 1 - 3   |

27ste plaats
| Team #1           | Tot.  | Team #2                    | 1ste wed | 2de wed |
| ----------------- | ----- | -------------------------- | -------- | ------- |
| Avangard Ternopol | 1 - 2 | Metalloerg Dnjepropetrovsk | 0 - 1    | 1 - 2   |

29ste plaats
| Team #1      | Tot.  | Team #2           | 1ste wed | 2de wed |
| ------------ | ----- | ----------------- | -------- | ------- |
| Arsenal Kiev | 0 - 2 | Kryvbas Kryvy Rih | 0 - 1    | 0 - 1   |

31ste plaats
| Team #1               | Tot.  | Team #2             | 1ste wed | 2de wed |
| --------------------- | ----- | ------------------- | -------- | ------- |
| Kolchoznik Tsjerkassy | 1 - 4 | Sjachtjor Kadijevka | 0 - 1    | 1 - 3   |

33ste plaats
| Team #1              | Tot.  | Team #2             | 1ste wed | 2de wed |
| -------------------- | ----- | ------------------- | -------- | ------- |
| Neftjanik Drogobytsj | 3 - 6 | Avangard Kramatorsk | 2 - 3    | 1 - 3   |

35ste plaats
| Team #1      | Tot.  | Team #2         | 1ste wed | 2de wed |
| ------------ | ----- | --------------- | -------- | ------- |
| Volin Loetsk | 3 - 3 | Torpedo Charkov | 2 - 0    | 1 - 3   |

37ste plaats 

 Chimik Dnjeprodzerzjinsk

## Republieken

### Zone I
Krasny Metalloerg Liepaja wijzigde de naam in SelMasj Liepaja.
| Plaats | Club                    | Wed. | W  | G  | V  | Saldo | Ptn. |
| ------ | ----------------------- | ---- | -- | -- | -- | ----- | ---- |
| 1.     | Lokomotiv Tbilisi       | 30   | 20 | 7  | 3  | 59:24 | 47   |
| 2.     | Sjirak Leninakan        | 30   | 16 | 7  | 7  | 56:28 | 39   |
| 3.     | Lokomotiv Gomel         | 30   | 14 | 8  | 8  | 37:24 | 36   |
| 4.     | Chimik Mogiljov         | 30   | 14 | 8  | 8  | 45:37 | 36   |
| 5.     | Lori Kirovakan          | 30   | 13 | 9  | 8  | 35:24 | 35   |
| 6.     | Dinamo Batoemi          | 30   | 11 | 13 | 6  | 36:28 | 35   |
| 7.     | REZ Riga                | 30   | 13 | 7  | 10 | 54:41 | 33   |
| 8.     | Krasnoje Znamja Vitebsk | 30   | 12 | 8  | 10 | 44:46 | 32   |
| 9.     | Ritsa Soechoemi         | 30   | 12 | 5  | 13 | 42:35 | 29   |
| 10.    | Nistroel Bendery        | 30   | 9  | 8  | 13 | 32:50 | 26   |
| 11.    | Pisjtsjevik Tiraspol    | 30   | 9  | 6  | 15 | 32:53 | 24   |
| 12.    | SKF Tallin              | 30   | 7  | 9  | 14 | 32:50 | 23   |
| 13.    | Spartak Brest           | 30   | 7  | 8  | 15 | 28:43 | 22   |
| 14.    | Banga Kaunas            | 30   | 9  | 4  | 17 | 31:46 | 22   |
| 15.    | Bobroejsk               | 30   | 6  | 9  | 15 | 26:46 | 21   |
| 16.    | SelMasj Liepaja         | 30   | 6  | 8  | 16 | 31:48 | 20   |

|  | Play-off Republieken |

### Zone II
Spartak Froenze wijzigde de naam in Alga Froenze, Jenbek Sjymkent in Metalloerg Sjymkent, Metalloerg Soemgajyt in Temp Soemgajyt.
| Plaats | Club                       | Wed. | W  | G  | V  | Saldo | Ptn. |
| ------ | -------------------------- | ---- | -- | -- | -- | ----- | ---- |
| 1.     | Torpedo Koetaisi           | 30   | 22 | 2  | 6  | 49:23 | 46   |
| 2.     | Sjachtjor Karaganda        | 30   | 17 | 9  | 4  | 56:23 | 43   |
| 3.     | Metalloerg Roestavi        | 30   | 17 | 7  | 6  | 45:33 | 41   |
| 4.     | Kopet-Dag Asjchabad        | 30   | 17 | 4  | 9  | 52:40 | 38   |
| 5.     | Nairi Jerevan              | 30   | 16 | 5  | 9  | 55:38 | 37   |
| 6.     | Tekststilsjtsjik Kirovabad | 30   | 16 | 3  | 11 | 43:43 | 35   |
| 7.     | Energetik Stalinabad       | 30   | 13 | 7  | 10 | 53:37 | 33   |
| 8.     | Alga Froenze               | 30   | 14 | 4  | 12 | 47:43 | 32   |
| 9.     | Metalloerg Sjymkent        | 30   | 10 | 10 | 10 | 54:53 | 30   |
| 10.    | Temp Soemgajyt             | 30   | 10 | 7  | 13 | 40:50 | 27   |
| 11.    | Start Tasjkent             | 30   | 10 | 3  | 17 | 27:34 | 23   |
| 12.    | Pamir Leninabad            | 30   | 9  | 4  | 17 | 42:53 | 22   |
| 13.    | Metallist Dzjamboel        | 30   | 6  | 8  | 16 | 28:53 | 20   |
| 14.    | Spartak Fergana            | 30   | 7  | 5  | 18 | 27:54 | 19   |
| 15.    | Dinamo Samarkand           | 30   | 5  | 8  | 17 | 39:76 | 18   |
| 16.    | Spartak Bakoe              | 30   | 7  | 2  | 21 | 22:26 | 16   |

|  | Play-off Republieken |

### Play-off
De twee groepswinnaars werden in de play-off vergezeld van Kalev Tallin uit de Klasse A. 
| Plaats | Club              | Wed. | W | G | V | Saldo | Ptn. |
| ------ | ----------------- | ---- | - | - | - | ----- | ---- |
| 1.     | Torpedo Koetaisi  | 4    | 3 | 0 | 1 | 7:4   | 6    |
| 2.     | Kalev Tallin      | 4    | 2 | 0 | 2 | 4:2   | 4    |
| 3.     | Lokomotiv Tbilisi | 4    | 1 | 0 | 3 | 3:8   | 2    |

|  | Promotie naar Klasse A  |
|  | Degradatie uit Klasse A |

De toenmalige namen worden weergegeven, voor clubs uit nu onafhankelijke deelrepublieken wordt de Russische schrijfwijze weergegeven zoals destijds gebruikelijk was, de vlaggen van de huidige onafhankelijke staten geven aan uit welke republiek de clubs afkomstig zijn. 

## Kampioen
| Klasse B 1961                                 |
| Russische SSR                                 |
| --------------------------------------------- |
| KRYLJA SOVETOV KOEJBYSJEV Kampioen (3° titel) |

| Klasse B 1961                            |
| Oekraïense SSR                           |
| ---------------------------------------- |
| TSJERNOMORETS ODESSA Kampioen (1° titel) |

| Klasse B 1961                        |
| Georgische SSR                       |
| ------------------------------------ |
| TORPEDO KOETAISI Kampioen (2° titel) |